# 남극횡단산맥

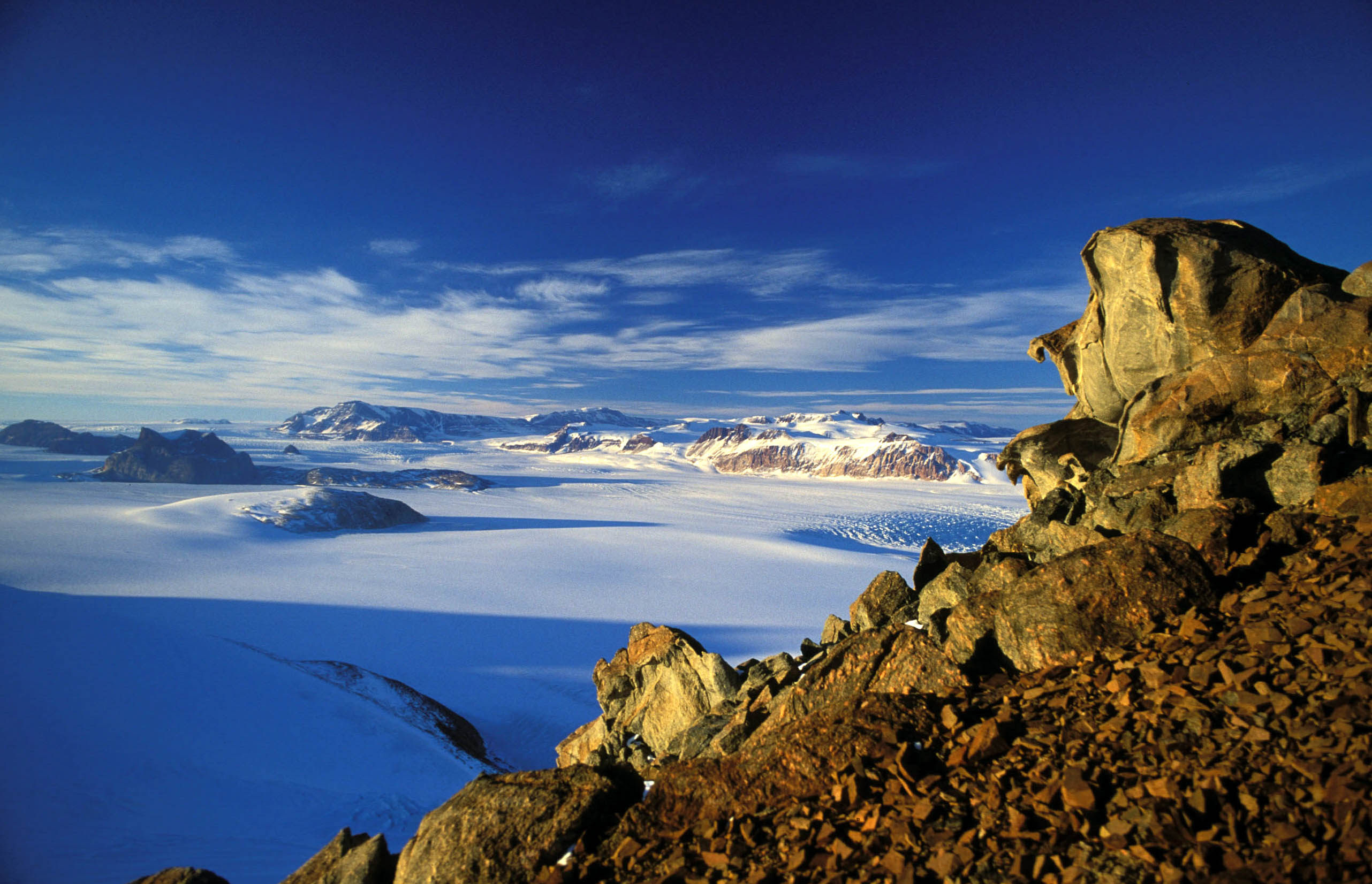
빅토리아 랜드의 남극횡단산맥

남극횡단산맥(南極橫斷山脈, Transantarctic mountains) 혹은 남극종단산맥(南極縱斷山脈)은 남극에 있는 산맥이다. 동남극과 서남극을 구분하며, 지리적으로 빅토리아랜드에서 로스해 사이를 연결하고 있다. 1841년에 제임스 클라크 로스가 처음 발견하였으며, 1901년부터 1904년까지 이어진 디스커버리 원정에서 처음으로 탐험되었다. 